# 高继明
高继明（1964年6月—），甘肃通渭人，汉族，中国共产党党员。中华人民共和国政治人物、第十三届全国人民代表大会黑龙江地区代表。曾任黑龙江省人民检察院检察长，现任新疆维吾尔自治区人民检察院检察长。

## 生平
生于通渭县襄南乡高家店村，1987年毕业于西北政法学院法律系法律专业，后进入甘肃省人民检察院工作；2004年8月，任甘肃省人民检察院副检察长；2013年6月，任甘肃省人民检察院副检察长、党组副书记；2017年5月，任中共甘肃省纪委副书记；
2018年1月，任黑龙江省人民检察院检察长、党组书记；
2023年1月，任新疆维吾尔自治区人民检察院检察长。
2018年2月24日，当选为第十三届全国人大代表。